# Stankovany
Stankovany é um município da Eslováquia, situado no distrito de Ružomberok, na região de Žilina. Tem 18,92 km² de área e sua população em 2018 foi estimada em 1.167 habitantes.

## Demografia
| Ano:        | 1994 | 2004   | 2014   | 2024   |
| ----------- | ---- | ------ | ------ | ------ |
| Broj ljudi: | 1297 | 1229   | 1196   | 1121   |
| Razlika:    |      | -5,24% | -2,68% | -6,27% |

| Ano:               | 2023 | 2024   |
| ------------------ | ---- | ------ |
| Número de pessoas: | 1125 | 1121   |
| Diferença:         |      | -0,35% |